# Кућа Стојана Божиловића Белог
43° 09′ 47″ С; 22° 35′ 17″ И / 43.16316° С; 22.58794° И
Кућа Стојана Божиловића Белог је споменик културе у Пироту. Проглашена је за културно добро односно споменик културе 1981. године. 

## Историјат
За градњу овог споменика културе узима се 1840. година или године после ове. Прве куће у насељу Тијабара већ почињу да се граде после 1840. године. "Прве двоспратне куће у Тијабари почињу после 1840. То су куће Живка Свињара, Чорбаџи Крсте, Манојла Беле Мачке. У то време, то су биле као палате у Тијабари... "
Познато је да је први власник куће био Живко Андрејић из Пирота који ју је изградио за своје потребе, међутим није разјашњено зашто је кућу продао Стојану Божиловићу, који ју је купио 1866. године од Андрејића. Кућа је продата са помоћним објектима односно са летњом кујном, кокошињцем, амбаром, шталом, бунаром и плацем од 12 ари који се простире све до Градашничке реке.

## Изглед
У двориште куће улазило се кроз двокрилна врата која су имала надстрешницу. Постоје два истурена трема према југозападу и према југоистоку. Иако је ово српска кућа, грађена је као турска. Наиме, кућа је имала два посебна улаза: један за госте а други за породичну употребу. Кућа је изграђена од бондрука у народном балканском стилу. Из централног хола је улаз у пет соба. Таваница је радијалног облика са декоративним елементима у угловима композиције. Кров куће покривен је ћерамидом. 
Приказ стања објекта средином осамдесетих година прошлог века, као и изазове са којима су се још у то време суочавали грађевина и њена тадашња власница, оставио је Јован Крунић у свом чланку Заштита архитектуре старог Пирота. Унука Стојана Божиловића Белог, Нада Божиловић, била је уједно и последња станарка куће до 1990. године.
Последњим увидом у стање куће, Етнографски музеј из Београда и Музеј Понишавља из Пирота констатовали су да се објекат налази у потпуно девастираном стању и да је стога најбоље срушити га јер представља опасност за пролазнике. 2012. године урушио се зид на спрату куће. Унутар куће су се тада налазила уметничка дела, лустери, текстилно покућство, фотографије, намештај, репродукције, сандуци.

## Галерија
- Остаци куће Стојана Божиловића Белог након урушавања, још увек стоје делови чеоног и једног бочног зида уз суседни објекат. Фотографисано октобра 2022. године.